# Lys (Dordogne)
Der Lys ist ein kleiner Fluss in Frankreich, der im Département Corrèze in der Region Nouvelle-Aquitaine verläuft. Er entspringt unter dem Namen Ruisseau de la Platte im Gemeindegebiet von Saint-Bonnet-près-Bort, entwässert generell Richtung Südsüdost und mündet nach rund 17 Kilometern im Gemeindegebiet von Sarroux-Saint-Julien im Stausee der Talsperre von Bort-les-Orgues als rechter Nebenfluss in die Dordogne.

## Orte am Fluss
(Reihenfolge in Fließrichtung)
- La Bessade, Gemeinde Thalamy
- Eyzat, Gemeinde Saint-Bonnet-près-Bort
- Champoux, Gemeinde Sarroux-Saint Julien
- Le Bos, Gemeinde Margerides
- Ciaux, Gemeinde Sarroux-Saint-Julien
- Les Plaines, Gemeinde Sarroux-Saint-Julien

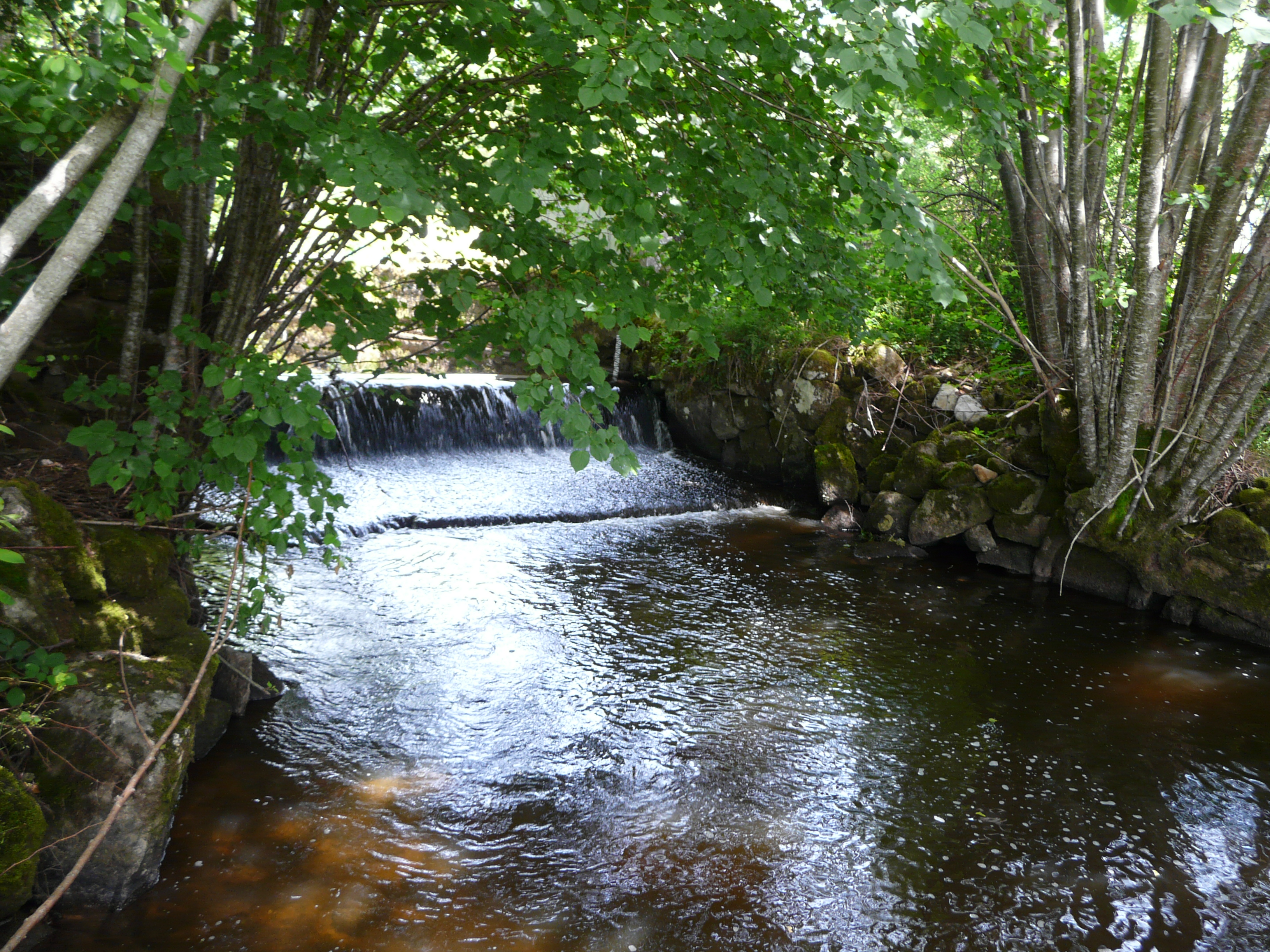
Der Fluss bei Les Plaines